# Herschel McCoy
Pour les articles homonymes, voir McCoy.
Herschel McCoy (né le 6 août 1912 et mort le 3 février 1956) est un créateur de costumes qui commence à dessiner des costumes pour les films d'Hollywood à partir de 1936.

## Biographie
Les premières réalisations de McCoy concernent des films de série B, comme plusieurs films Charlie Chan et Mr. Moto. Il travaille ensuite sur de grosses productions de studio comme Jeanne d'Arc (1948 - participation non créditée[réf. souhaitée]) et Quo vadis (1951) pour lequel il reçoit l'Oscar de la meilleure création de costumes. Il meurt subitement en 1956 à l'âge de 43 ans.

## Filmographie partielle
- 1936 : Back to Nature de James Tinling
- 1937 : Angel's Holiday de James Tinling
- 1937 : Quarante-cinq Papas (45 Fathers) de James Tinling
- 1938 : Change of Heart de James Tinling
- 1938 : Passport Husband de James Tinling
- 1938 : Mon oncle d'Hollywood (Keep Smiling) de Herbert I. Leeds
- 1938 : Sharpshooters de James Tinling
- 1940 : Poings de fer, cœur d'or (Sailor's Lady) d'Allan Dwan
- 1941 : Âge ingrat (Small Town Deb) de Harold D. Schuster
- 1941 : Le Dernier des Duane (Last of the Duanes) de James Tinling
- 1941 : Riders of the Purple Sage de James Tinling
- 1942 : Sundown Jim de James Tinling

## Crédit d'auteurs
- (en) Cet article est partiellement ou en totalité issu de l’article de Wikipédia en anglais intitulé « Herschel McCoy » (voir la liste des auteurs).